# La Roche-Mabile
La Roche-Mabile è un comune francese di 154 abitanti situato nel dipartimento dell'Orne nella regione della Normandia.

## Società

### Evoluzione demografica
Abitanti censiti